# O, hur ljuvligt, min Gud, är ditt heliga bud
O, hur ljuvligt, min Gud, är ditt heliga bud / Huru ljuva, o Gud, äro mig dina bud är en sång med text från 1885 av Theodor Janson och musik av Ralph E Hudson.

## Publicerad i
- Frälsningsarméns sångbok 1968 med begynnelseraden "Huru ljuva, o Gud, äro mig dina bud" som nr 162 under rubriken "Helgelse".
- Frälsningsarméns sångbok 1990 med begynnelseraden "O, hur ljuvligt, min Gud, är ditt heliga bud" som nr 438 under rubriken "Helgelse".